# Artabotrys dahomensis
Artabotrys dahomensis este o specie de plante angiosperme din genul Artabotrys, familia Annonaceae, descrisă de Adolf Engler și Friedrich Ludwig Diels. Conform Catalogue of Life specia Artabotrys dahomensis nu are subspecii cunoscute.